# Торговля людьми в Туркменистане
Туркменистан является страной, в которой известны случаи торговли людьми, в частности, принудительной проституции, а также использованию принудительного труда мужчин. Женщины из Туркменистана подвергаются принудительной проституции в Турции. Мужчины и женщины из Туркменистана находятся в условиях принудительного труда в Турции, в том числе в качестве домашней прислуги, а также в цехах.
Правительство Туркменистана не полностью соблюдает минимальные стандарты по ликвидации торговли людьми; однако он прилагает для этого значительные усилия. Поскольку решимость правительства Туркменистана прилагать значительные усилия частично основана на обязательствах правительства принять дополнительные будущие меры в течение следующего года, Туркменистан был включен в Контрольный список второго уровня второй год подряд. Правительство заявило о своей приверженности осуществлению «Закона о борьбе с торговлей людьми», принятого в декабре 2007 года. Закон определяет ответственные министерства в правительстве для борьбы с торговлей людьми и требует от властей разработки мер по предотвращению торговли людьми, преследованию торговцев людьми и оказанию помощи жертвам. В течение следующего отчетного периода правительство согласилось предоставить помещение для финансируемого из-за рубежа приюта для жертв торговли людьми, которым будет управлять МОМ, а также официально согласилось сотрудничать с МОМ в проведении программы информирования о торговле людьми для студентов всех пяти классов. провинций страны. Хотя правительство в течение отчетного периода не предпринимало каких-либо усилий по расследованию или судебному преследованию за преступления, связанные с торговлей людьми, в мае 2010 года правительство продемонстрировало значительную политическую волю, приняв поправки к уголовному кодексу, предусматривающие наказания за все формы торговли людьми
Управление Госдепартамента США по контролю и борьбе с торговлей людьми поместило Туркменистан на третий уровень в 2017 году.

## Судебное преследование
Правительство Туркменистана не продемонстрировало значительных усилий правоохранительных органов в течение отчетного периода. Правительство запрещает все формы торговли людьми посредством статьи 129 уголовного кодекса, принятого в мае 2010 года, который предусматривает наказание в виде тюремного заключения на срок от 4 до 25 лет. Эти наказания являются достаточно строгими и соразмерными тем, которые назначаются за другие серьезные преступления, такие как изнасилование. Правительство сообщило о том, что в течение отчетного периода не предпринималось никаких усилий по расследованию, судебному преследованию, осуждению или наказанию любых лиц, совершивших преступления, связанные с торговлей людьми. В течение предыдущего отчетного периода правительство, по сообщениям, расследовало и преследовало по суду два случая торговли людьми в соответствии с законами о борьбе с торговлей людьми, хотя правительство не предоставило информации о том, были ли лица, преследуемые по этим делам, осуждены или приговорены к тюремному заключению . Генеральная прокуратура регулярно проводит тренинги для 10-15 прокуроров по вопросам торговли людьми в Ашхабаде. Различные международные организации также провели обучение для более чем 100 должностных лиц из Государственной миграционной, государственной таможенной и государственной пограничной служб по юридическим основам борьбы с торговлей людьми и общим вопросам торговли людьми. Несмотря на неподтвержденные сообщения о том, что некоторые сотрудники таможенных или миграционных служб причастны к торговле людьми, правительство не сообщило об усилиях по расследованию таких должностных лиц в связи с причастностью к торговле людьми. Хотя правительство Туркменистана не сформировало официальные партнерские отношения с другими правительствами по борьбе с торговлей людьми, оно, как сообщается, дало инструкции своим зарубежным представительствам за границей сотрудничать с иностранными правоохранительными органами по делам о торговле людьми

## Защита
В течение отчетного периода правительство Туркменистана не предпринимало никаких усилий для защиты или оказания помощи жертвам. Правительство не предоставляло медицинскую помощь, консультации, приют, юридическую помощь или реабилитационные услуги жертвам, а также не предоставляло финансирование международным организациям для оказания помощи жертвам. Тем не менее, в апреле 2010 года правительство обязалось пожертвовать помещение под торговое укрытие, которое будет финансироваться из-за рубежа и управляться МОМ. Закон о торговле людьми 2007 года содержит положения об учреждениях по уходу за жертвами и гарантирует защиту и помощь жертвам торговли людьми, хотя в течение отчетного периода эти элементы закона не были реализованы. В 2009 году 25 жертв получили помощь от неправительственных организаций, по сравнению с 20 жертвами, которые получили помощь от неправительственных организаций в 2008 году. В 2009 году правительство не направляло жертв в МОМ для получения помощи. Правительственный персонал не использовал формальных процедур идентификации жертв и не проводил тренинги по идентификации жертв, обращению с ними или обучению чувствительности жертв для пограничников или полиции . Правительство не поощряло жертв помогать в расследовании торговли людьми или судебных преследованиях. Не было сообщений о том, что жертвы были наказаны в течение отчетного периода за незаконные действия, совершенные в результате их прямой торговли людьми. Правительство не помогало с репатриацией иностранных жертв в 2009 году, и были неподтвержденные сообщения о том, что некоторым жертвам торговли людьми было отказано в помощи туркменским консульским должностным лицам в стране назначения

## Профилактика
Правительство Туркменистана не продемонстрировало значительных усилий по предотвращению торговли людьми в течение отчетного периода. В 2009 году правительство не финансировало и не проводило никаких кампаний по информированию о борьбе с торговлей людьми, хотя туркменские граждане, путешествующие в Турцию, получали письменную контактную информацию для организаций по борьбе с торговлей людьми, действующих в Турции, если путешественникам в конечном итоге понадобится помощь в торговле людьми. Однако в апреле 2010 года министерства образования и здравоохранения в сотрудничестве с МОМ официально договорились провести информационную кампанию в государственных школах для подростков . Кампания будет проводиться во всех пяти провинциях Туркменистана представителями неправительственных организаций с использованием публикаций и историй на туркменском языке, которые предупреждают об опасности торговли людьми. Однако правительство регулярно предпринимает усилия по контролю за торговлей людьми в пределах своих границ